# Detlef Wolf (Geodät)
Detlef Wolf (* 18. Juli 1951; † 11. Februar 2013 in Potsdam) war ein deutscher Geodät und Geophysiker. Er war von 2001 bis 2012 Professor für Systemtheorie und Modellierung am Geodätischen Institut der Universität Stuttgart und wissenschaftlicher Mitarbeiter am GeoForschungsZentrum Potsdam.

## Leben
Wolf studierte Geowissenschaften und promovierte 1985 an der Universität in Toronto mit der Arbeit Dynamics of the continental lithosphere. Er habilitierte sich 1993 an der Westfälischen Wilhelms-Universität Münster mit dem Thema Gravitational viscoelastodynamics for a hydrostatic planet. Bis 1995 wirkte Wolf im Rahmen des von der DFG geförderten Graduiertenkollegs „Entstehung und Entwicklung des Sonnensystems“ als Privatdozent an der Universität Münster. Danach wechselte er an das GeoForschungsZentrum Potsdam und übernahm im von Christoph Reigber geleiteten Aufgabenbereich 1 Kinematik und Dynamik der Erde den Projektbereich (später Sektion) 1.4 Systemtheorie und Modellierung. Von 2001 bis 2012 übernahm Wolf zudem die Professur für Systemtheorie und Modellierung am Geodätischen Institut der Universität Stuttgart. Im Sommer 2012 ging Detlef Wolf aus persönlichen Gründen in den Ruhestand.
Am Abend des 11. Februar 2013 verstarb er in der Wohnung einer Bekannten an einer Stichverletzung. Zum Zeitpunkt des Todes standen beide unter starkem Alkoholeinfluss.

## Forschung
Detlef Wolf beschäftigte sich hauptsächlich mit dem Schwerefeld der Erde. Themen seiner Arbeiten waren u. a. die Deformationen der Erdkugel, die Plattentektonik, die Vulkanismus und der Klimawandel.
Er war seit 1980 Mitglied der Deutschen Geophysikalischen Gesellschaft (DGG) e. V.

## Veröffentlichungen
- Gravitational viscoelastodynamics for a hydrostatic planet (Habilitationsschrift), Münster 1993, Buchhandelsversion: Beck, München 1997
- zus. m. Zdeněk Martinec: Explicit form of the propagator matrix for a multi-layered, incompressible viscoelastic sphere, Geoforschungszentrum Potsdam 1998
- zus. m. Malte Thoma: Bestimmung der Mantelviskosität aus Beobachtungen der Landhebung und Schwere in Fennoskandien, Geoforschungszentrum Potsdam 1999
- zus. m. Jan M. Hagedoorn; Jürgen Neumeyer: Modellierung von atmosphärischen Einflüssen auf hochgenaue Schweremessungen mit Hilfe elastischer Erdmodelle, Geoforschungszentrum Potsdam 2000
- Continuum mechanics in geophysics and geodesy : fundamental principles, Geodetic Institute, University of Stuttgart, 2003